# Колевил Монгомери
Колевил Монгомери (фр. Colleville-Montgomery) је насељено место у Француској у региону Доња Нормандија, у департману Калвадос.
По подацима из 2011. године у општини је живело 2267 становника, а густина насељености је износила 292,89 становника/km².

## Демографија
| 1962. | 1968. | 1975. | 1982. | 1990. | 2011. |
| ----- | ----- | ----- | ----- | ----- | ----- |
| 488   | 563   | 780   | 1.430 | 1.926 | 2.267 |